# Mario Krulz
Mario Krulz je bio hrvatski nogometaš. 

## Karijera u RSK Split
Igrao je za RSK Split 20-ih i 30-ih godina 20. stoljeća. 
 Bio je član uspješne postave iz 1933. godine koja se plasirala u tadašnji najviši rang - Nacionalnu ligu. U tim kvalifikacijama (Maribor, zagrebačka Viktorija i apatinski Tri zvijezde) Krulz je dao veliki doprinos svojim golovima. Nakon utakmice u Apatinu bio je neopravdano strogo kažnjen sa šest mjeseci zabrane igranja. Taj period Iskoristio je odlaskom u inozemstvo i nastupanjem za talijanski Bari. Potom prelazi u Triestinu iz Trsta. 

## U Hajdukovom dresu
U sezoni 1936/37. s velikim uspjehom igra za splitskog Hajduka. Igra na mjestima lijeve spojke i centarfora. Najbolju utakmicu karijere zasigurno je Krulz pružio na čuvenoj prijateljskoj utakmici između Hajduka i talijanske Rome. Odigrane su dvije prijateljske utakmice, a prva se igrala 27. lipnja 1937. godine. Utakmica je završila pobjedom Hajduka, a stručni žiri u sastavu Iles Spitz - Hajdukov trener, Miće Pilić - potpredsjednik Hajduka i Ljubo Benčić - odbornik proglasili su Maria Krulza najboljim igračem utakmice. Kao nagradu Krulz je dobio zlatni sat za uspomenu na taj susret.
U svibnju 1944. odlazi s ostalim nogometašima Hajduka na otok Vis, sudjeluje u obnovi kluba i utakmicama sa savezničkim snagama. 
Krulz je za Bile odigrao 32 utakmice i postigao 13 golova. Nakon rata ponovo je aktivan i nalazimo ga u prvim poratnim momčadima Splita.
Statistika u Hajduku
| Natjecanje        | Nastupi | Zgoditci |
| ----------------- | ------- | -------- |
| Prvenstvo         | 10      | 2        |
| Kup               | 2       | 0        |
| Superkup          | 0       | 0        |
| Međunarodne       | 0       | 0        |
| Splitski podsavez | 1       | 0        |
| Ukupno            | 13      | 2        |
| Prijateljske      | 19      | 11       |
| Sveukupno         | 32      | 13       |